# 2016年唐纳德·特朗普拉斯维加斯竞选集会事件
2016年6月18日，在内华达州天堂市举行的唐纳德·特朗普2016年美国总统竞选集会上，20岁的英国公民迈克尔·史蒂文·桑福德（Michael Steven Sandford）试图抢夺负责活动安保的拉斯维加斯大都会警察的配枪。桑福德未能得逞并被逮捕，他声称自己希望将特朗普杀害，以阻止他当选美国总统。
桑福德因曾在射击场租借手枪而被指控行为不检和“持有枪支的非法外国人”。2016年9月13日，他对这两项指控表示认罪。桑福德被判处12个月零1天监禁，在被拘留11个月后获释并被驱逐回英国。
桑福德有精神障碍病史，这一事件引发了人们对英国精神卫生保健的批评。虽然这一事件在美国没有得到媒体的持续报道，但英国广播公司于2017年2月委托拍摄了以该事件为主题的纪录片。

## 背景
2015年初，20岁的桑福德从英国萨里郡多金的家中前往美国加州度假。2016年6月，他购买了特朗普竞选活动的门票，还预订了当天晚些时候在亚利桑那州凤凰城举行的集会门票。

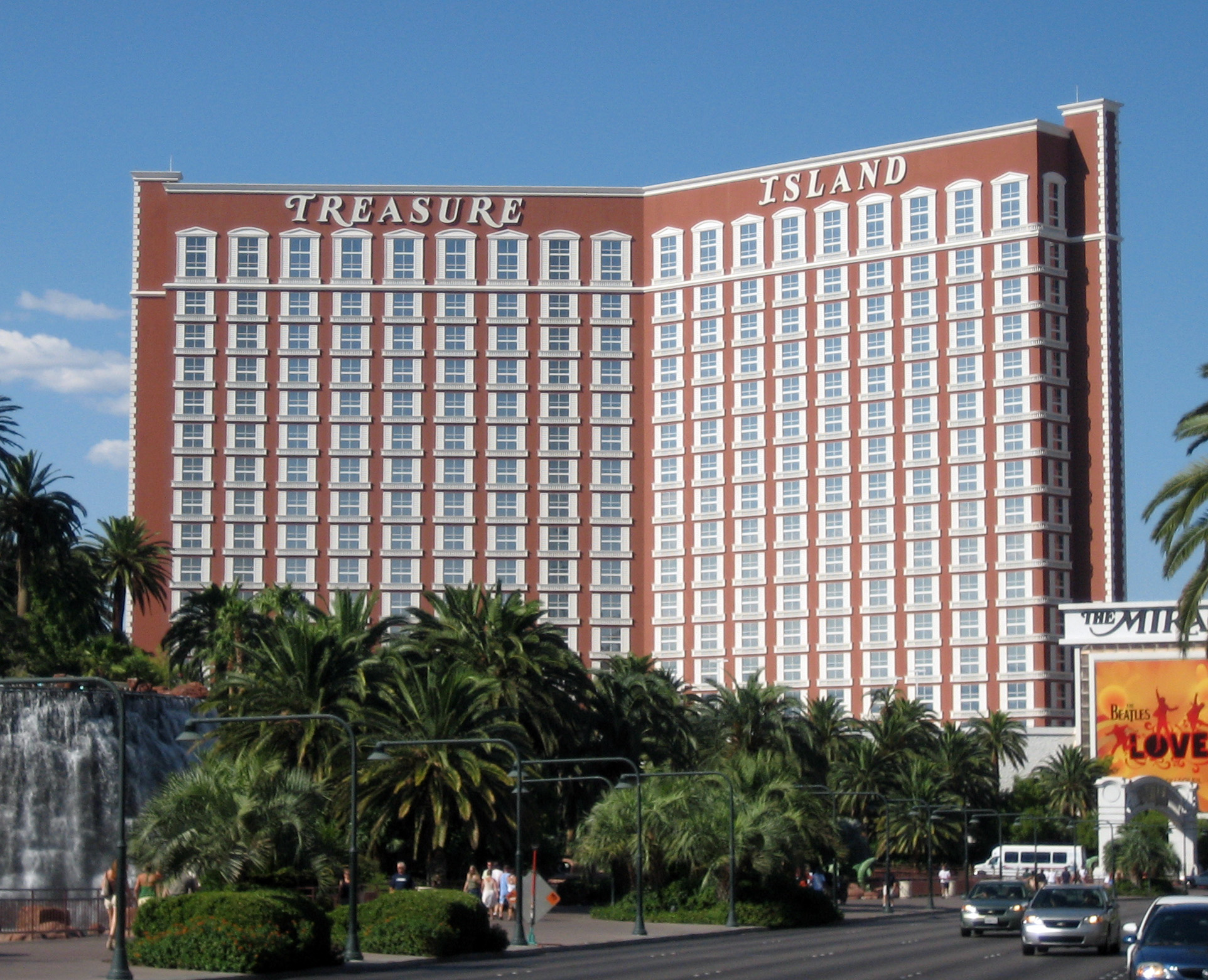
事发地点位于内华达州天堂市的金银岛酒店

2016年6月16日，桑福德驱车前往拉斯维加斯的Battlefield Vegas射击场接受射击指导，并练习使用租来的9毫米格洛克17手枪射击。这是桑福德第一次射击，协助他的射击场安全官形容他“枪法不佳”。由于桑福德签证过期，因此向他出租枪支属于非法行为。
6月17日晚上，桑福德在金银岛酒店和赌场排队参加次日的竞选集会。次日早上9点，大约1,500名集会参与者被允许进入神秘剧院（Mystère Theater）。此次活动受到美国特勤局的保护，并使用磁力仪检测带入会场的任何武器。

## 事件经过
6月18日上午11:35，特朗普在竞选集会上讲话，桑福德注意到拉斯维加斯大都会警察局的警官阿米尔·雅各布似乎将格洛克17手枪放在枪套中，但未上锁。雅各布距离特朗普演讲的舞台约9（30英尺），桑福德走近他并与他交谈，称他想要特朗普的签名。在与雅各布交谈时，桑福德“伸手试图拔出警官的枪，但枪卡在了枪套中”。雅各布和另外两名警官立即制服并逮捕了桑福德。桑福德被描述为在被捕时显得“困惑”。
被拉斯维加斯大都会警察局拘留后，桑福德被移交给美国特勤局。在同意放弃米兰达警告后，桑福德接受了两名特工的审讯。审讯期间，他表示自己的意图是“枪杀特朗普”，“如果特朗普明天走上街头，他会再次尝试这样做”，并且他已经计划了这次行动“大约一年”。桑福德还表示，他只预计能开“一到两枪”，并且已经预料到会被杀死。

## 后续法律诉讼
被捕后，桑福德被关押在内华达州南部拘留中心。由于精神健康状况不佳，桑福德被单独监禁，并多次受到自杀监视。2016年6月20日，美国内华达联邦地区法院收到一份起诉书，指控桑福德在限制场地实施暴力行为。同日，桑福德在内华达州地区法院出庭，被指控在限制场地实施暴力行为。桑福德的公设辩护律师希瑟·弗雷利认为，鉴于桑福德没有犯罪记录，应该将他保释到中途宿舍，但治安法官乔治·福利二世拒绝保释，理由是他存在潜逃风险，对社区构成潜在危险。6月29日，联邦大陪审团以三项重罪起诉桑福德：两项“非法持有枪支”罪和一项“妨碍和扰乱政府业务和官方职能有序开展”罪。每项指控的最高刑期为10年监禁和25万美元罚款。美国移民和海关执法局还以违反移民法为由对桑福德发出拘留令。
2016年7月7日，桑福德被控三项罪名，对每项罪名均表示不认罪。他的审判定于2016年8月22日举行。桑福德家族的英国律师、宾德曼斯的赛莫·查哈尔要求延期审判，以便提交“心理证据和精神病学证据”，支持将桑福德遣返回英国接受精神疾病治疗。随后，在家人的敦促下，桑福德签署了认罪协议，将他的最高刑期从20年减至27个月，并保护桑福德免受调查中产生的任何其他指控，同时放弃桑福德的上诉权。2016年9月13日，桑福德在美国内华达州地区法院承认了非法移民持有枪支（指2016年6月16日他在射击场租用枪支练习）以及妨碍和扰乱政府业务和官方职能有序进行的指控，他表示“我试图从警察手中夺枪射击他人，我对此表示认罪。”第三项非法移民持有枪支的指控被撤销。桑福德为自己的行为道歉，他说：“我知道说对不起是不够的。我真的对我所做的事感到很难过。我希望有办法让事情变得更好。我花了纳税人这么多钱。我感觉很糟糕。”桑福德报告说他不记得这件事。
2016年12月13日，桑福德在听证会上被判处12个月零一天监禁。他还被处以200美元罚款，并被要求参加康复计划。量刑法官詹姆斯·卡梅伦·马汉承认桑福德存在精神健康问题，他说：“我不认为你心里怀有恶意……你有健康问题……我不认为你是邪恶的或反社会的。”马汉将这一事件描述为一次“愚蠢、疯狂的特技”，由桑福德以为自己听到的“声音”驱动，并指示桑福德“继续治疗”。检察官寻求判处18个月的监禁。
桑福德在内华达南部拘留中心完成大部分的刑期。他多次被置于自杀监视之下，并表示自己“大部分时间”都被关在牢房里。2017年1月，桑福德的母亲表示，桑福德受到了“支持特朗普的狱警和囚犯”的骚扰。2017年2月，桑福德被转移到另一所监狱。2017年4月，桑福德有资格提前释放；次月，他从监狱获释并被驱逐回英国。
2018年7月，特朗普首次以总统身份访问英国之前，英国皇家检察署以桑福德对特朗普构成“严重风险”为由，申请对桑福德签发严重犯罪预防令，试图限制他在特朗普访问期间的活动。桑福德的律师成功反对了该命令，他证明该命令无法满足法律要求，导致诉讼被驳回。

## 反应与分析
特朗普在竞选演讲中简短承认了这场冲突，他说：“我们爱你们，警察。谢谢你们。谢谢你们，警官们。”随后，桑福德被带出竞选会场。当福克斯新闻采访者玛丽亚·巴蒂罗姆向特朗普询问桑福德涉嫌逾期逗留美国一事时，特朗普说：“嗯，这就是正在发生的事情。我的意思是，你看，我们在很多事情上没有法律，没有秩序。我的意思是，我们只是在谈论移民问题”，并推测美国有“数百万”人逾期逗留。
美国媒体较少报道此次事件。记者和政治评论员将此归因于其“缺乏深度”和“构思拙劣”的性质。他们还认为，特朗普及其支持者拒绝利用这一事件获取政治资本，因为“一名英国白人非穆斯林男子并不符合他对‘威胁’的描述”。《俄勒冈人报》指出，桑福德的刑期较短，这表明“美国官员……显然不认为桑福德是个威胁。”彼得·沃克在《独立报》上撰文批评了监禁桑福德的决定，他认为“自闭症患者对威慑物的反应不佳，这就是为什么（桑福德）根本不应该在监狱里待一天……如果在英国被判刑，我毫不怀疑这种惩罚会建议住院或接受心理咨询。”
英国广播公司也为此次事件制作了一部纪录片，讲述该事件以及各种与精神健康以及精神障碍患者治疗有关的问题。这部纪录片名为《试图枪杀特朗普的英国人》（The Brit Who Tried to Kill Trump），于2017年1月29日在BBC iPlayer上线的BBC Three上播出，随后在BBC One上播出。该片对英国的精神卫生保健提出了批评，指出“由于政府削减开支，国民保健署资源越来越捉襟见肘”，加上“人们18岁左右有段从青少年医保服务过渡到成人医保服务的艱困時期，可能会在系统中无所适从。”